# کوستنتسی
کوستنتسی (به بلغاری: Kostentsi) یک منطقهٔ مسکونی در بلغارستان است که در شهرستان برکوویتسا واقع شده‌است.
 کوستنتسی ۱۹٬۰۵۳ کیلومتر مربع مساحت و ۶۳ نفر جمعیت دارد و ۴۵۰ متر بالاتر از سطح دریا واقع شده‌است.